# Laura Mancini

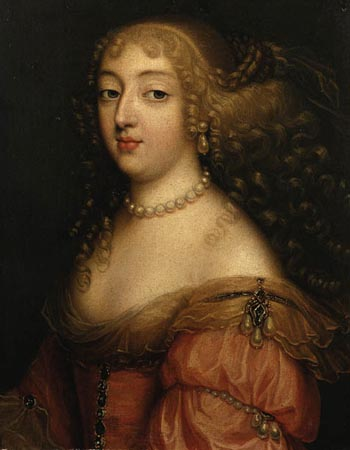
Portret al Laurei Mancini

Laura Mancini, ducesă de Mercœur și Vendôme (6 mai 1636 – 8 februarie 1657) a fost nepoată a Cardinalului Mazarin. A fost cea mai mare dintre faimoasele cinci surori Mancini care împreună cu cele două verișoare Martinozzi erau cunoscute la curtea Franței drept Mazarinettes.
S-a căsătorit cu Louis de Bourbon, duce de Vendôme, nepot al regelui Henric al IV-lea. Fiul lor a fost marele general Louis Joseph de Bourbon, duce de Vendôme.

## Biografie
Laura Vittoria Mancini cunoscută și drept Laure Victoire sau simplu Victoire, în Franța, a fost numită după bunica paternă, Vittoria Capoccii. După decesul tatălui ei, baronul Lorenzo Mancini, surorile au fost aduse în Franța de mama lor, Geronima Mazzarini. Fratele Geronimei era Cardinalul Mazarin, primul ministru al tânărului rege Ludovic al XIV-lea. Geronima a sperat că fratele ei va aranja căsătorii avantajoase pentru fiicele ei. Frumusețea fetelor le-a adus curând în centrul atenției.
Cele patru surori ale Laurei au fost:
- Olympia (1638–1708), care s-a căsătorit cu Eugène-Maurice de Savoia-Carignano și a devenit mama faimosului general austriac Prințul Eugene de Savoia
- Marie (1639–1715), care a devenit iubita regelui Ludovic al XIV-lea și mai târziu s-a căsătorit cu prințul  Lorenzo Onofrio Colonna.
- Hortense (1646–1699), frumoasa familiei, care a scăpat de soțul ei care o abuza, Armand-Charles de la Meilleraye, și a plecat la Londra unde a devenit metresa regelui Carol al II-lea al Angliei.
- Marie Anne (1649–1714), care s-a căsătorit cu Maurice Godefroy de la Tour d'Auvergne, nepot al mareșalului Henri de la Tour d'Auvergne, Viconte de Turenne.

Surorile Mancini nu erau singurele membre feminine ale familiei Cardinalului Mazarin aduse la curtea Franței. Celelalte arau verișoarele Laurei, fiicele surorii celei mari ale lui Mazarin; Laura Martinozzi care s-a căsătorit cu Alfonso IV d'Este, Duce de Modena și a fost mama viitoarei regine a Angliei, Mary de Modena; și Anne Marie Martinozzi care s-a căsătorit cu Armand, Prinț de Conti și a fost mama Marelui Conti.

## Căsătorie și deces
Laura s-a căsătorit cu Louis de Bourbon, duce de Vendôme, nepot al regelui Henric al IV-lea și a metresei sale, Gabrielle d'Estrées. Cuplul a avut trei copii:
- Louis Joseph (1654–1712), duce de Vendôme,
- Philippe (1655–1727)
- Jules César (1657–1660).

Laura a murit în urma complicațiilor după nașterea celui de-al treilea copil, Jules César, la vârsta de 20 de ani. Copii ei au fost îngrijiți de sora ei mai mică, Marie Anne, care era cu doar câțiva ani mai mare decât nepoții ei. Jules César a murit trei ani mai târziu. Soțul Laurei nu s-a recăsătorit, a preferat să intre în rândurile bisericii și a devenit cardinal.